# Josep Coll Bardolet
Josep Coll i Bardolet (* 1912 in Campdevànol, Katalonien; † 30. Juli 2007 in Valldemossa, Mallorca) war ein spanischer Kunstmaler.
Seine zahlreichen Aquarelle, Radierungen, Ölgemälde und Gouachen, die meist einen impressionistischen Stil zeigen, werden heute in der Kulturstiftung, Fundació Cultural Coll Bardolet, in Valldemossa ausgestellt. Seine Werke signierte er mit Coll Bardolet. Der Künstler hatte noch zu Lebzeiten einen Teil seiner Werke und seine Privatsammlung gestiftet, um den Bewohnern der Insel und Besuchern diese Werke zugänglich zu machen.

## Leben
Im Alter von 15 Jahren zog seine Familie nach Vic (Barcelona), wo Coll Bardolet an der dortigen Schule mit dem Zeichnen begann. Er arbeitete als Maler und Dekorateur und hatte 1931 seine erste Ausstellung. 1935 Coll Bardolet begann an der Höheren Schule für Landschaftsmalerei in Olot zu studieren. 1936 bis 1939 während des Krieges zog er nach Frankreich. Er wohnte in Tours und studierte an der dortigen Kunstschule. 1938 folgten Studien bei Professor Alfred Bastien an der Kunstschule von Brüssel, bevor er 1940 auf der Baleareninsel Mallorca seine neue Heimat fand. Coll Bardolet wohnte einige Jahre im „Hotel del Artista“ in Valldemossa.
In den Jahren 1944 bis 1962 folgten Ausstellungen in Barcelona, Palma, Brüssel, Oslo sowie Reisen durch ganz Europa.
1964 gründete er die Konzertreihe im Torrente de Pareis, die bis heute jährlich stattfinden. In den Jahren 1968 bis 1972 erhielt Josep Coll i Bardolet die Medaille für Verdienste um den Tourismus der Balearen, wurde Mitglied der Kunstakademie San Sebastián, Palma. Die Regierung der französischen Republik ernannte ihn zum Chevalier de l’Ordre des Arts et des Lettres. 1987 folgte die Ernennung zum Ehrenbürger von Valldemossa. Die Gemeinde benannte eine Straße (Calle Josep Coll Bardolet) zu seinen Ehren.
1988 erfolgte die Ernennung zum Cantaire d’honor (Ehrensänger) des Universitätschors der Balearen sowie die Einweihung der Pinakothek Coll Bardolet in Campdevànol (Girona). 1989 bis 1993 erhielt er das Creu de Sant Jordi (Georgskreuz) der katalanischen Regierung. Das belgische Königshaus ernannte ihn zum Chevalier de l’Ordre de la Couronne.
1995 bis 2002 wurde der neue Saal Coll Bardolet im Museum von Lluc und der Saal Coll Bardolet in El Sucre de Vic eingeweiht. In diese Zeit fielen auch Ausstellungen in Paris und Tours. Nachdem 2005 die Kulturstiftung Fundació Cultural Coll Bardolet gegründet worden war, erfolgte 2007 die Einweihung und Eröffnung der Stiftung Coll Bardolet in der Gemeinde, in der er im selben Jahr verstarb. Neben den Werken aus dem eigenen Fundus werden weitere kulturelle Aktivitäten in den Räumen veranstaltet, die der Förderung der Künste dienen. Die Stiftung wird unterstützt vom Govern de les Illes Balears, dem Consell de Mallorca und der Stadtverwaltung von Valldemossa.